# 도덕의 진화
도덕의 진화라는 개념은 인류의 진화 과정에서의 인간의 도덕적 행동의 출현을 가리킨다. 도덕성은 옳고 그른 행동에 대한 생각 체계로 정의할 수 있다. 일상 생활에서 도덕성은 일반적으로 동물의 행동보다는 인간의 행동 과 관련이 있다. 진화 생물학, 특히 진화 심리학의 신흥 분야는 인간의 사회적 행동의 복잡성에도 불구하고 인간 도덕의 선구자는 다른 많은 사회적 동물의 행동으로 추적될 수 있다고 주장했다. 인간 행동에 대한 사회생물학적 설명은 여전히 논란의 여지가 있다. 사회과학자들은 전통적으로 도덕성을 하나의 구성물로 보았다. 따라서 도덕을 문화적으로 상대적인 것으로 보았지만 샘 해리스와 같은 학자들은 도덕성이 객관적인 과학의 특성을 가지고 있다고 주장한다.

## 동물의 사회성
다른 동물은 인간이 도덕적 행동으로 인식할 수 있는 것을 가지고 있지 않을 수 있지만 모든 사회적 동물은 가치 있는 집단 생활을 위해 행동이 제한되어야 했다. 행동 수정의 전형적인 예는 개미, 벌, 흰개미의 사회에서 찾을 수 있다. 개미 식민지에는 수백만 마리의 개체가 있을 수 있다. EO 윌슨은 개미 군체의 성공으로 이끄는 가장 중요한 단일 요인은 불임 노동자 계급의 존재라고 주장한다. 이 카스트 제도의 암컷은 어머니인 여왕의 필요에 복종하며, 그렇게 함으로써 형제자매를 키우기 위해 자신의 번식을 포기한다. 이 사회적 곤충들 사이에 불임 카스트의 존재는 짝짓기 경쟁을 크게 제한하고 그 과정에서 식민지 내에서 협력을 촉진한다. 고독한 개미는 장기적으로 생존하고 번식할 가능성이 희박하기 때문에 개미들 사이의 협력은 매우 중요하다. 그러나 그룹의 일부로서 식민지는 수십 년 동안 번성할 수 있다. 결과적으로 개미는 지구상에서 가장 성공적인 종 중 하나이며 인간 종과 경쟁하는 생물량 을 차지한다.
사회적 동물이 집단생활을 하는 기본적인 이유는 생존과 번식의 기회가 혼자 사는 것보다 집단에서 훨씬 더 좋기 때문이다. 포유류의 사회적 행동은 인간에게 더 익숙하다. 영장류와 코끼리같은 고도로 사회적인 포유동물은 공감과 이타주의와 같이 한때 인간의 고유한 것으로 생각되었던 특성을 나타내는 것으로 알려져 있다.

## 영장류 사회성
인류의 가장 가까운 살아있는 친척은 일반적인 침팬지와 보노보이다. 이 영장류는 400만년에서 600만년 전에 살았던 인간과 공통 조상을 공유한다.  Barbara King은 영장류가 인간의 의미에서 도덕성을 가지고 있지 않을 수도 있지만 도덕성의 진화에 필요했을 몇 가지 특성을 보인다고 주장한다. 이러한 특성에는 높은 지능, 상징적 의사 소통 능력, 사회적 규범 감각, "자아"의 실현 및 연속성 개념이 포함된다. 프란스 드 발(Frans de Waal)과 바바라 킹(Barbara King)은 둘 다 인간의 도덕성을 영장류 사회성에서 비롯된 것으로 본다. 영장류, 돌고래, 고래와 같은 많은 사회적 동물은 마이클 셔머가 말하는 전도적 정서를 나타내는 것으로 나타났다. 셔머에 따르면 인간과 다른 사회적 동물, 특히 유인원은 다음과 같은 특성을 공유한다.
애착과 결속, 협력과 상호 원조, 공감과 공감, 직간접적 호혜성, 이타주의와 호혜적 이타주의, 갈등 해결과 화해, 기만과 기만 탐지, 다른 사람들이 당신에 대해 어떻게 생각하는지에 대한 지역사회의 관심과 관심, 그리고 당신에 대한 인식과 반응 그룹의 사회적 규칙 .
Shermer는 개인의 이기심을 억제하고 더 많은 협동 집단을 구축하는 방법으로 영장류 사회에서 이러한 전세적 정서가 진화했다고 주장한다. 모든 사회적 종에 대해 이타적인 집단의 일부가 되는 이점이 개인주의의 이점보다 더 커야 한다. 예를 들어 집단 응집력 이 부족하면 개인이 외부인의 공격에 더 취약해질 수 있다. 그룹의 일원이 되면 음식을 찾을 가능성도 높아질 수 있다. 이것은 크거나 위험한 먹이를 잡기 위해 무리를 지어 사냥하는 동물들 사이에서 분명하다.
| 몇 년 전       | 사회 유형 | 개인 수             |
| -------------- | --------- | ------------------- |
| 6,000,000      | 밴드      | 10대                |
| 100,000–10,000 | 밴드      | 10~100초            |
| 10,000–5,000   | 부족      | 100~1,000초         |
| 5,000–4,000    | 추장      | 1,000~10,000초      |
| 4,000–3,000    | 주        | 10,000~100,000초    |
| 3,000~현재     | 제국      | 100,000–1,000,000초 |

모든 사회적 동물은 각 구성원이 자신의 위치를 알고 있는 사회를 가지고 있다.  사회 질서는 예상되는 행동의 특정 규칙에 의해 유지되며 지배 집단 구성원은 처벌을 통해 질서를 유지한다. 그러나 고등 영장류도 호혜 의식을 가지고 있다. 침팬지는 누가 자신에게 호의를 베풀고 누가 잘못했는지 기억한다. 침팬지는 이전에 그루밍을 해준 사람과 음식을 공유할 가능성이 더 크다. 뱀파이어 박쥐는 또한 호혜성과 이타주의를 보여준다. 그들은 역류에 의해 혈액을 공유하지만 무작위로 공유하지는 않는다. 그들은 과거에 그들과 공유했거나 먹이가 절실히 필요한 다른 박쥐와 공유할 가능성이 가장 높다.
꼬리감는 원숭이와 개와 같은 동물도 공정성에 대한 이해를 보여주며, 동일한 행동에 대해 불평등한 보상이 주어졌을 때 협력을 거부한다.
침팬지는 평균 50마리의 핵분열 융합 집단 을 이루어 산다. 인간의 초기 조상들은 비슷한 규모의 집단을 이루어 살았을 가능성이 높다. 현존하는 수렵 채집 사회의 규모를 기준으로 볼 때, 최근의 구석기 시대 인류는 수백 명씩 떼를 지어 살았다. 인간 진화 과정에서 커뮤니티 규모가 증가함에 따라 그룹 응집력을 달성하기 위한 더 큰 시행이 필요했을 것이다. 도덕성은 사회적 통제, 갈등 해결 및 집단 결속의 수단으로 100명에서 200명으로 구성된 이러한 집단에서 진화했을 수 있다. 현대인조차도 100~200명 이상의 사람들과 안정적인 사회적 관계를 유지하는 데 어려움이 있기 때문에 이 수치 제한은 우리의 유전자에 암호화된 것으로 이론화되었다. de Waal 박사에 따르면 인간의 도덕에는 영장류 사회에서는 볼 수 없는 두 가지 추가 수준의 정교함이 있다. 인간은 보상, 처벌 및 명성 구축을 통해 사회의 도덕 규범을 훨씬 더 엄격하게 시행한다. 사람들은 또한 동물의 왕국에서 볼 수 없는 정도의 판단과 이성을 적용한다.

## 잔인한 개인의 이타주의에 적응하는 혐오의 계곡
일부 진화생물학자와 게임이론가들은 도덕의 점진적인 진화 모델이 초기에 이기주의와 잔인함이 지배했던 집단에서 점진적인 이타주의의 진화를 요구하기 때문에 이기적이고 잔인한 개인의 간헐적인 이타주의가 일관된 잔인함보다 더 나쁘다면 도덕의 진화를 만들었을 것이라고 주장한다. 도덕적 진화의 초기 단계가 그러한 정서에 의해 선택되어 도덕성이 없는 개인보다 도덕성을 가진 개인이 더 나쁘게 취급되기 때문에 불가능하다. 이로 인해 낮은 수준의 도덕성이 무도덕 조건에서 초기 단계를 배제하는 적응형 계곡 이 되었을 것이며, 나중에 더 높은 수준의 도덕성이 진화하기 위한 초기 필요조건을 배제했을 것이다. 이 과학자들은 이것이 사이코패스적 마키아벨리즘이라고 가정함으로써 거의 공감하지 않는 개인의 일부 공감에 혐오감을 느끼는 특정 유형의 도덕에 대한 진화론적 설명을 배제하지만, 약간의 이타주의를 수용하는 다른 유형의 도덕의 진화를 배제하지는 않는다고 주장한다. 이타주의가 전혀 없는 것보다는 낫다는 것이다.

## 처벌 문제
그룹은 특정 행동을 피함으로써 이익을 얻을 수 있지만 그러한 유해한 행동은 문제를 일으키는 개인이 알고 있는지 여부에 관계없이 동일한 영향을 미친다.  개체 자체가 많은 일을 함으로써 번식 성공을 높일 수 있기 때문에 처벌을 받지 않는 모든 특성은 진화에 의해 긍정적으로 선택된다.  규칙 위반을 알고 있는 개인을 구체적으로 처벌하면 의식적 선택의 공진화와 동일한 종의 도덕적 및 형사적 책임의 기초가 되는 의식의 공진화를 배제하여 이를 인식하는 능력에 반대하는 선택을 할 것이다.

## 인간의 사회적 지능
The Social Brain Hypothesis and Its Implications for Social Evolution 기사에서 RIM Dunbar 가 자세히 설명한 사회적 뇌 가설은 원래 뇌가 사실 정보를 처리하도록 진화했다는 사실을 뒷받침한다. 뇌는 개인이 패턴을 인식하고, 언어를 인식하고, 음식을 찾아다니는 것과 같은 생태학적 문제를 회피하는 전략을 개발하고, 또한 색각 현상이 일어날 수 있도록 만든다. 게다가, 큰 두뇌를 갖는 것은 복잡한 사회 시스템의 큰 인지 요구를 반영한다. 인간과 영장류에서 신피질은 추론과 의식을 담당한다고 한다. 따라서 사회적인 동물에서 신피질은 사회적 인지 능력을 향상시키기 위해 크기를 늘리기 위해 집중 선택되었다. 인간과 같은 사회적 동물은 연합 형성 또는 집단 생활과 다른 사람에게 잘못된 정보를 제공하는 전술인 전술적 속임수라는 두 가지 중요한 개념이 가능하다. 동물의 사회적 기술의 근본적인 중요성은 관계를 관리하는 능력과 정보를 기억에 남길 뿐만 아니라 조작하는 능력에 있다. 사회적 상호작용과 삶의 도전에 대한 적응적 반응을 마음 이론이라고 한다. Martin Brüne이 정의한 마음 이론은 다른 개인의 정신 상태나 감정을 추론하는 능력이다. 강력한 마음 이론을 갖는 것은 진보된 사회적 지능 을 소유하는 것과 밀접하게 연결되어 있다. 집단 생활은 협력이 필요하고 갈등을 야기한다. 사회적 생활은 집단 생활이 이점이 있다는 사실 때문에 사회적 지능 획득에 강력한 진화적 선택 압력을 가한다. 집단 생활의 이점에는 포식자로부터의 보호와 일반적으로 집단이 개인의 성과를 합친 것보다 더 뛰어나다는 사실이 포함된다. 그러나 객관적인 관점에서 볼 때 집단 생활에는 자원과 짝을 놓고 집단 내에서 경쟁하는 등의 단점도 있다. 이것은 종 내에서 진화적인 무기 경쟁의 무대를 설정한다.
사회적 동물의 개체군 내에서 이타주의 또는 한 개인에게 불리한 반면 다른 그룹 구성원에게는 이익이 되는 행동이 진화했다. 이 개념은 유기체의 적합성과 성공이 다음 세대에 유전자를 전달하는 능력에 의해 정의된다는 사실 때문에 진화론적 사고와 모순되는 것 같다. E. Fehr 에 따르면 The Nature of Human Altruism 이라는 기사에서 이타주의의 진화는 친족 선택과 포괄적 적합도를 고려할 때 설명될 수 있다. 즉 번식 성공은 한 개인이 생산하는 자손의 수뿐만 아니라 관련된 개인이 생산하는 자손의 수에도 달려 있다. 가족 관계 밖에서 이타주의도 볼 수 있지만 일반적으로 존 포브스 내시가 이론화한 죄수의 딜레마로 정의되는 다른 방식으로 나타난다. 죄수의 딜레마는 인센티브에 의해 또는 Nash가 제안한 경우 수년 동안 감옥에 갇힌 개인과의 협력 및 탈북을 정의하는 역할을 한다. 진화론적 관점에서 죄수의 딜레마에 사용할 수 있는 최선의 전략은 맞대응이다. 맞대응 전략에서 개인은 다른 사람들이 협력할 때까지 협력해야 하며, 다른 개인이 그들에게 불리할 때까지 배신하지 않아야 한다. 그들의 핵심에서 복잡한 사회적 상호 작용은 성실한 협력과 배반을 구별할 필요성에 의해 주도된다.
Brune은 정신 이론이 영장류까지 거슬러 올라간다고 자세히 설명하지만 현대인의 경우만큼 관찰되지는 않는다. 이 독특한 특성의 출현은 아마도 언어 습득과 함께 현대인의 분기가 시작되는 지점일 것이다. 인간은 은유를 사용하고 우리가 말하는 것의 대부분을 암시한다. "무슨 말인지 알아?" 드문 일이 아니며 인간의 마음 이론의 정교함의 직접적인 결과이다. 다른 사람의 의도와 감정을 이해하지 못하는 것은 부적절한 사회적 반응을 낳을 수 있으며 종종 자폐증, 정신분열증, 양극성 장애, 일부 형태의 치매 및 정신병과 같은 인간의 정신 상태와 관련이 있다. 이것은 사회적 단절이 분명한 자폐 스펙트럼 장애의 경우 특히 그렇다. 그러나 비사회적 지능은 보존될 수 있으며 일부 경우에는 예를 들어 서번트의 경우와 같이 증강될 수도 있다. 정신 이론을 둘러싼 사회적 지능의 필요성은 도덕성이 인간 행동의 일부로 진화한 이유에 대한 질문에 대한 가능한 대답이다.

## 종교의 진화
심리학자 매트 J. 로사노(Matt J. Rossano)는 종교가 도덕 이후에 출현했으며 초자연적 행위자를 포함하도록 개인의 행동에 대한 사회적 조사를 확장함으로써 도덕을 기반으로 구축되었다고 생각한다. 항상 주의 깊은 조상, 영혼, 신을 사회적 영역에 포함시킴으로써 인간은 이기심을 억제하고 더 많은 협력 집단을 구축하는 효과적인 전략을 발견했다. 종교의 적응적 가치는 집단 생존을 향상시켰을 것이다.

## Wason 선택 작업
피실험자가 추상적이고 복잡한 추론을 보여야 하는 실험에서 연구자들은 인간이 사회적 교류에 대해 추론할 수 있는 강력한 타고난 능력을 가지고 있음을 발견했다. 이 능력은 도덕적 의미가 없는 상황에서 사용하기 위해 개인이 논리적 규칙에 접근할 수 없는 것처럼 보이기 때문에 직관적인 것으로 여겨진다.

## 감정
기본 감정 중 하나인 혐오는 특정 형태의 도덕에서 중요한 역할을 할 수 있다. 혐오감은 진화론적 관점에서 위험하거나 바람직하지 않은 특정 사물이나 행동에 대한 특정한 반응이라고 주장된다. 한 가지 예는 상한 음식, 시체, 기타 미생물 분해 형태, 질병이나 열악한 위생 상태를 시사하는 외모, 대변, 구토물, 가래, 혈액과 같은 다양한 체액과 같은 전염병의 위험을 증가시키는 것이다. 또 다른 예는 근친상간 또는 원치 않는 성적 접근과 같은 진화적으로 불리한 짝짓기에 대한 혐오이다. 또 다른 예는 속임수, 거짓말, 도둑질과 같은 집단 결속이나 협력을 위협할 수 있는 행동이다. MRI 연구는 그러한 상황이 혐오감과 관련된 뇌 영역을 활성화한다는 것을 발견했다.

## 같이 보기
- 진화 윤리
- 도덕적 진보

## 추가 자료
- Christopher Boehm (2012). 《Moral Origins: The Evolution of Virtue, Altruism, and Shame》. Basic Books. ISBN 978-0465020485.
- Frans de Waal (2014). 《The Bonobo and the Atheist: In Search of Humanism Among the Primates》. W. W. Norton & Company. ISBN 978-0393347791.
- Virginia Morell (2013). 《Animal Wise: The Thoughts and Emotions of Our Fellow Creatures》. Crown Publishers. ISBN 978-0307461445.